# Флаг Хмельницкой области
Флаг Хмельни́цкой области (укр. Прапор Хмельницької області) является символом Хмельницкой области Украины, отражающим историю и традиции региона. Вместе с гербом составляет официальную символику органов местного самоуправления и исполнительной власти Хмельницкой области. 21 марта 2002 года на 22-й сессии областной совет единогласно утвердил герб и флаг Хмельницкой области.
Полотнище флага области состоит из двух равных вертикальных полос — синей у древка и красной в свободной части. В центре полотнища — герб области, состоящий из геральдического щита, поле которого разделено на синюю и красную половины; поверх линии деления расположены золотое солнце и два хлебных колоса. Солнце выступает традиционным символом Подолья. Красный цвет взят с герба Волыни. Колосья символизируют аграрную направленность области, а также изображают букву «Х» — первую в названии области.